# Bonino da Campione
Bonino da Campione (Segona mitat del segle segle xiv a Campione d'Italia, avui província de Como, en Llombardia, i mort cap a l'any 1390), va ser un escultor italià.

## Biografia
Va ser un dels més notoris campionesos, actiu entre 1350~1390, la seva obra es caracteritza per un vistós realisme que, siguen la seva escultura gòtica, sembla presagiar al renaixement i per una narrativa formal és característica de la regió septentrional italiana influïda aleshores pels severs estils alemanys.

## Obres

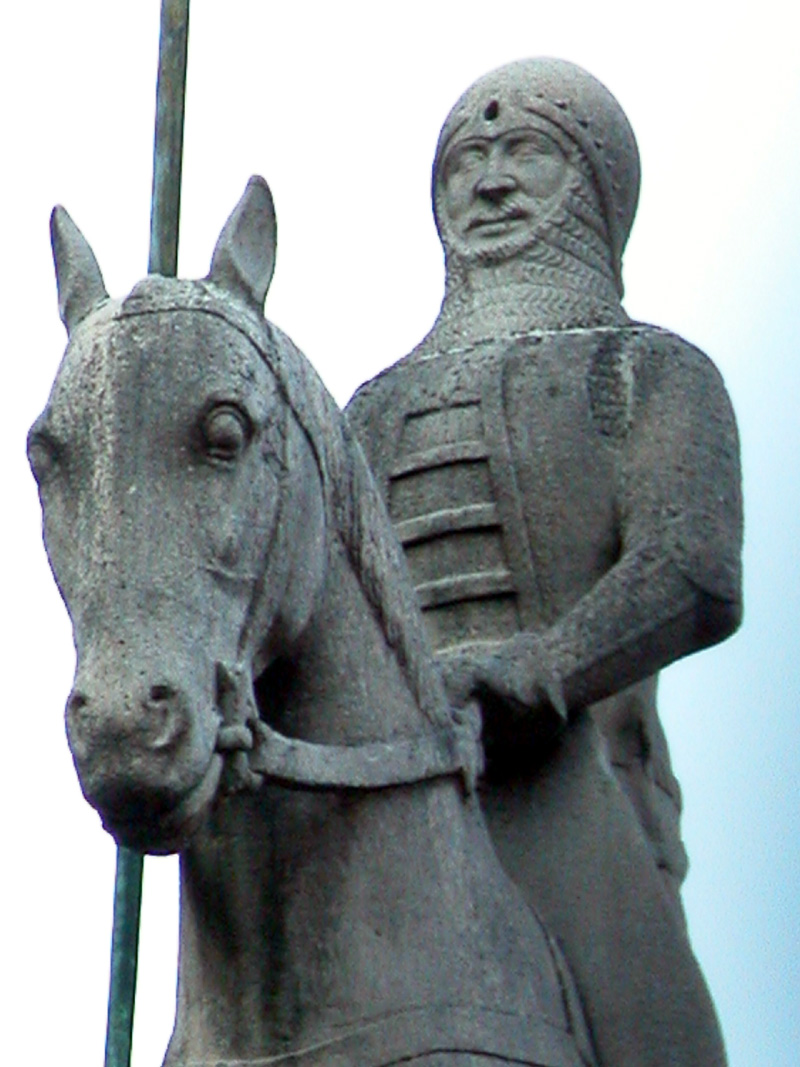
Detall del monument a Cansignoro della Scala

Les principals obres de Bonino actualment existents són:
- Monument fúnebre de Bernabé Visconti -és especialment vistosa l'estàtua eqüestre., al Museo d'arte antica del Castell Sforzesco, Milà.
- Monument al Cansignoro della Scala (1374), a l'església de Santa Maria Antica, Verona.
- Tomba del bisbe Balduino Lambertini, Brescia 1349
- Monument fúnebre de Folchino de'Schizzi, Cremona 1357
- Tomba de Sant Homobó, Cremona, 1357
- Mausoleu di Stefano Visconti e Valentina Doria, Milà 1359